# Pemphredon montana
Pemphredon montana är en stekelart som beskrevs av Anders Gustav Dahlbom 1845. Pemphredon montana ingår i släktet Pemphredon, och familjen Crabronidae. Arten är reproducerande i Sverige.